# 이동은 (성우)
이동은(1968년 11월 11일 ~ )은 대한민국의 성우이다. 1995년 투니버스 1기 공채 성우로 데뷔했다.

## 주요 출연작
- 개구리 중사 케로로(투니버스) - 홍미나
- 록맨 에그제(투니버스) - 아이샤
  - 록맨 에그제 스트림(투니버스) - 아이샤
- GTO(투니버스) - 아이자와 미야비
- 신의 괴도 잔느(투니버스) - 미스트
- 환상게임(투니버스) - 소진아
- 대운동회 OVA - 제시 거트랜드
- 레인(투니버스) - 앨리스
- 에어마스터(투니버스) - 카오리
- 캐릭캐릭 체인지 (투니버스) - 페페 / 유리 / 수하 / 가을
  - 캐릭캐릭 체인지 두근두근 (투니버스) - 페페 / 소녀
  - 캐릭캐릭 체인지 파티 (투니버스) - 페페
  - 캐릭캐릭 체인지 쁘띠 (투니버스) - 페페
- 고쿠센(투니버스) - 쿠마이 테루오의 어머니
- 개구리 중사 케로로 극장판(투니버스) - 홍미나
- 김전일 소년 사건부 (투니버스) - 김채리(긴다이치 후미)
- 작안의 샤나(애니맥스) - 마죠리 드
- 우주인 타로(투니버스) - 교감 선생
- 카레이도 스타(투니버스) - 캐시 티모어
- 란마1/2(투니버스) - 주하나(텐도 카스미)
- 코믹메이플스토리 (코믹메이플스토리) - 해설
- 쾌걸 조로 (SBS) - 밋츠
- 해로와 토레미 (SBS) - 요야
- 이야기 여행 (MBC) - 나레이션
- 발명왕 트레이시 (MBC 무비스) - 데이지
- 오스카 오케스트라 (투니버스) - 레베카
- 허클베리핀의 모험 (투니버스) - 왓슨
- 엄지공주의 모험 (투니버스)
- 신데렐라 (투니버스) - 파멜라
- 헨델과 그레텔 (투니버스) - 마녀
- 사일런트 뫼비우스 (애니맥스) - 이소자키
- 붉은광탄 질리온 (투니버스) - 꼬마
- 디어 브라더 (투니버스)
- 오거스 (투니버스)
- 초인 로크 - 신세기 블루스 (투니버스) - 니아
- 로망레느 (GAME) - 세레인 / 크로와
- 스윙 - 골프 팡야 2nd 샷! (Wii) - 로로
- 길티기어 이그젝스 샤프리로드 (PS2) - 잼
- 두근두근 메모리얼 (GAME) - 사오토메 유미 (요시키 쿠린)
- 결전2 (PS2) - 리리 / 히미코
- 센티메탈 그래비티 (GAME) - 엔도 아키라
- 캡틴 날개 (스페이스툰)
- 명탐정 코난 (투니버스) - 전유미, 여자
- 체포하겠어 (투니버스) - 세나 / 서희 / 누리
- 최유기 리로드 (투니버스) - 성화
- 탐정학원 Q (투니버스) - 시바
- 록맨 에그제 엑서스 (투니버스) - 아쿠아맨
- 크르노 크루세이드 (투니버스) - 여자
- 사무라이 참프루 (투니버스) - 기생
- 몬스터 (투니버스) - 쇼걸
- 아가사 크리스티의 명탐정 포와로와 마플 (투니버스) - 스텔라 로빈슨 부인
- 구름처럼 바람처럼 (투니버스) - 학생
- 내 사랑 유미 (투니버스) - 이영자
- 기신병단 (투니버스)
- 신혼합체 고단나 (MBC 무비스) - 시안
- 쫑아는 사춘기 3기 (MBC 무비스) - 백장미 / 미란
- 클로버 4/3 (네오필름) - 서지수
- 생방송 세상의 아침 (KBS2)

## 게임
- 센티멘탈 그래피티 - 엔도 아키라
- 두근두근 메모리얼 - 사오토메 유미
- 테일즈런너 - DnD